# 치즈버거
치즈버거(영어: Cheeseburger)는 패티에 치즈가 들어간 햄버거로 샌드위치의 일종인 음식이다. 치즈버거라는 용어는 "치즈"(cheese) 와 "햄버거"(hamburger)의 합성어다.
치즈버거를 만들때 일반적으로 가공치즈가 사용된다. 체다, 스위스 치즈, 모차렐라, 블루 치즈 등 다양한 치즈의 종류를 선택할 수도 있다. 양상추, 토마토, 양파, 오이 피클 등 각종 야채로 넣는다.

## 갤러리

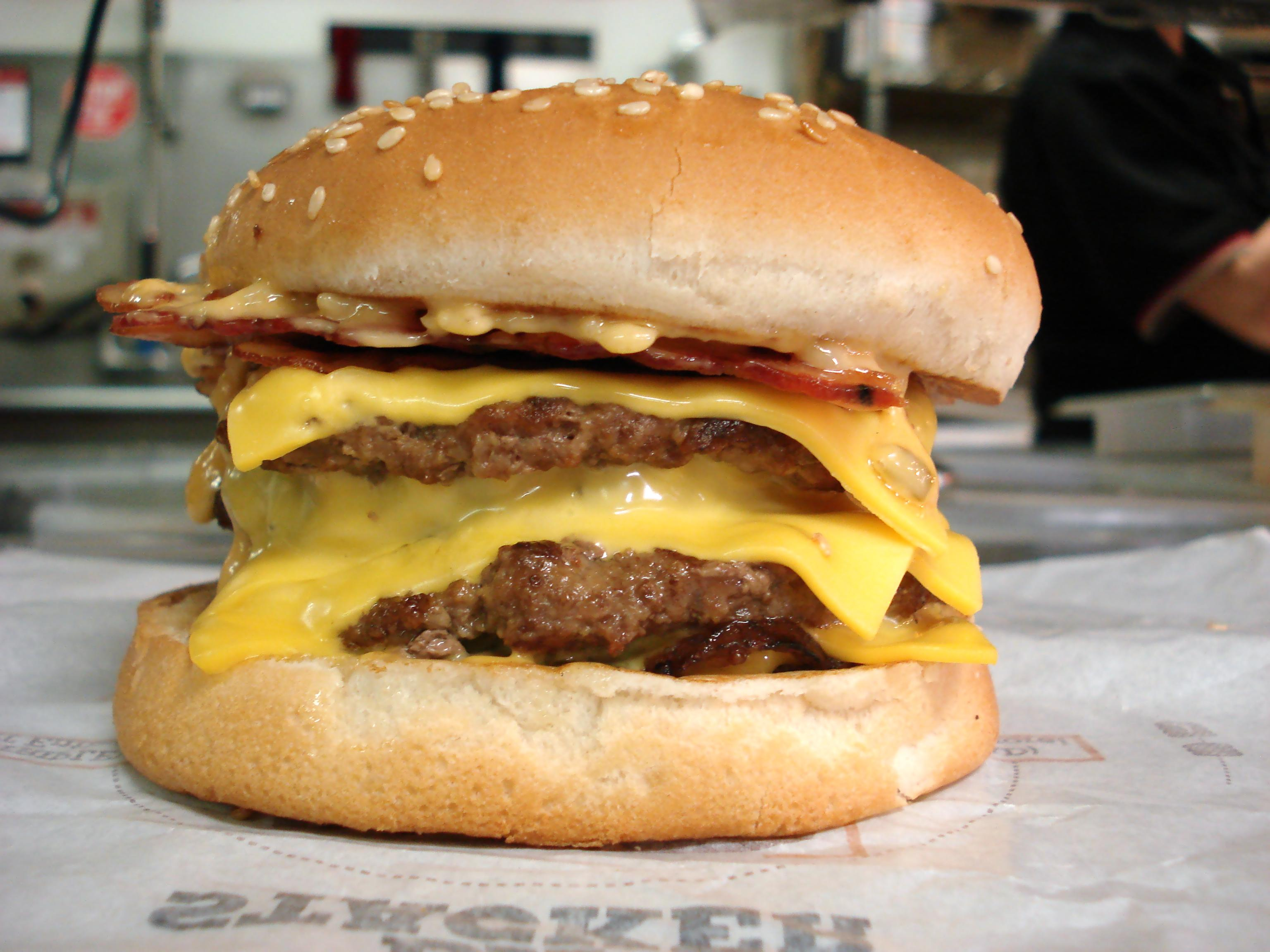
버거킹의 쿼드 스태커
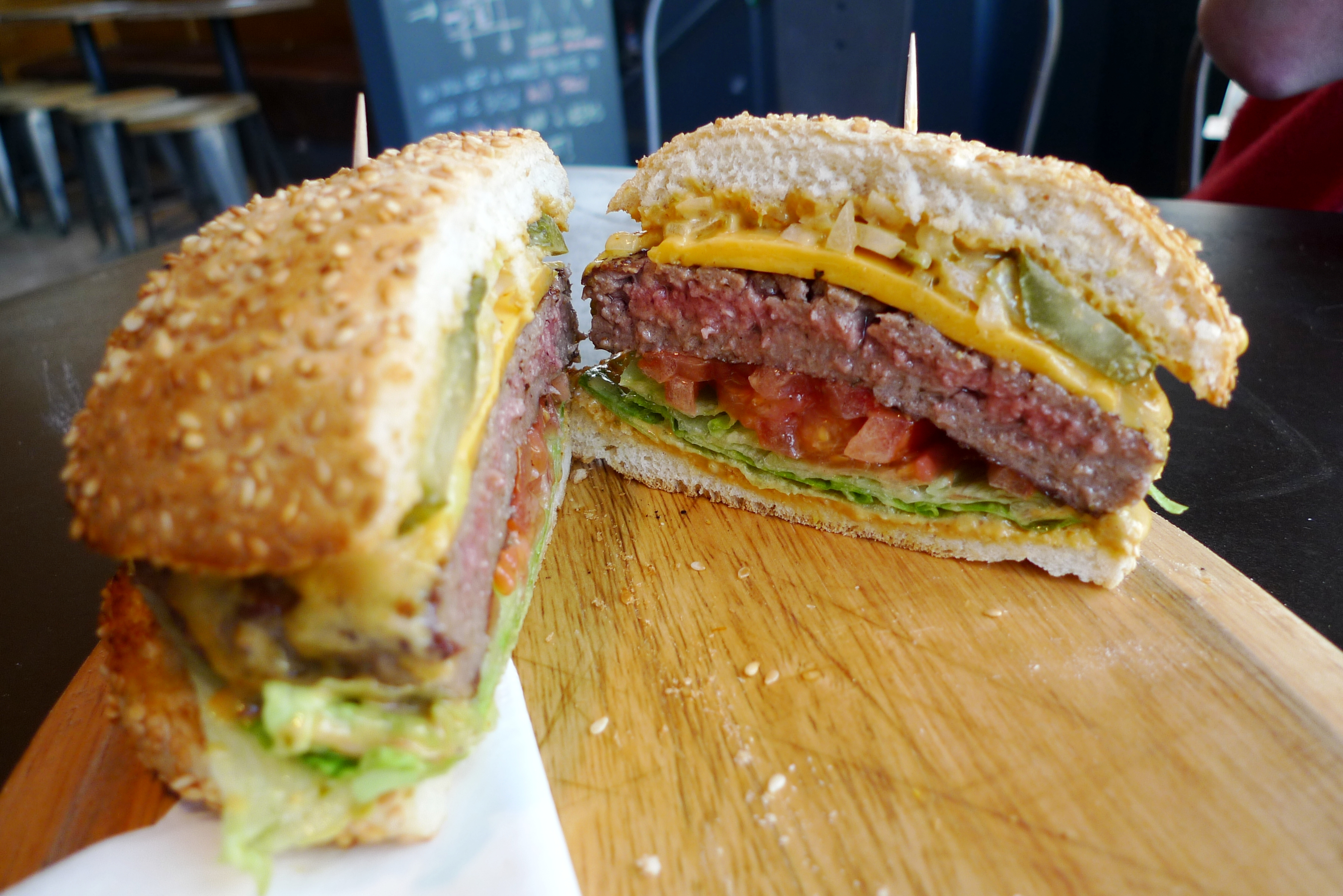
런던 한 식당의 치즈버거
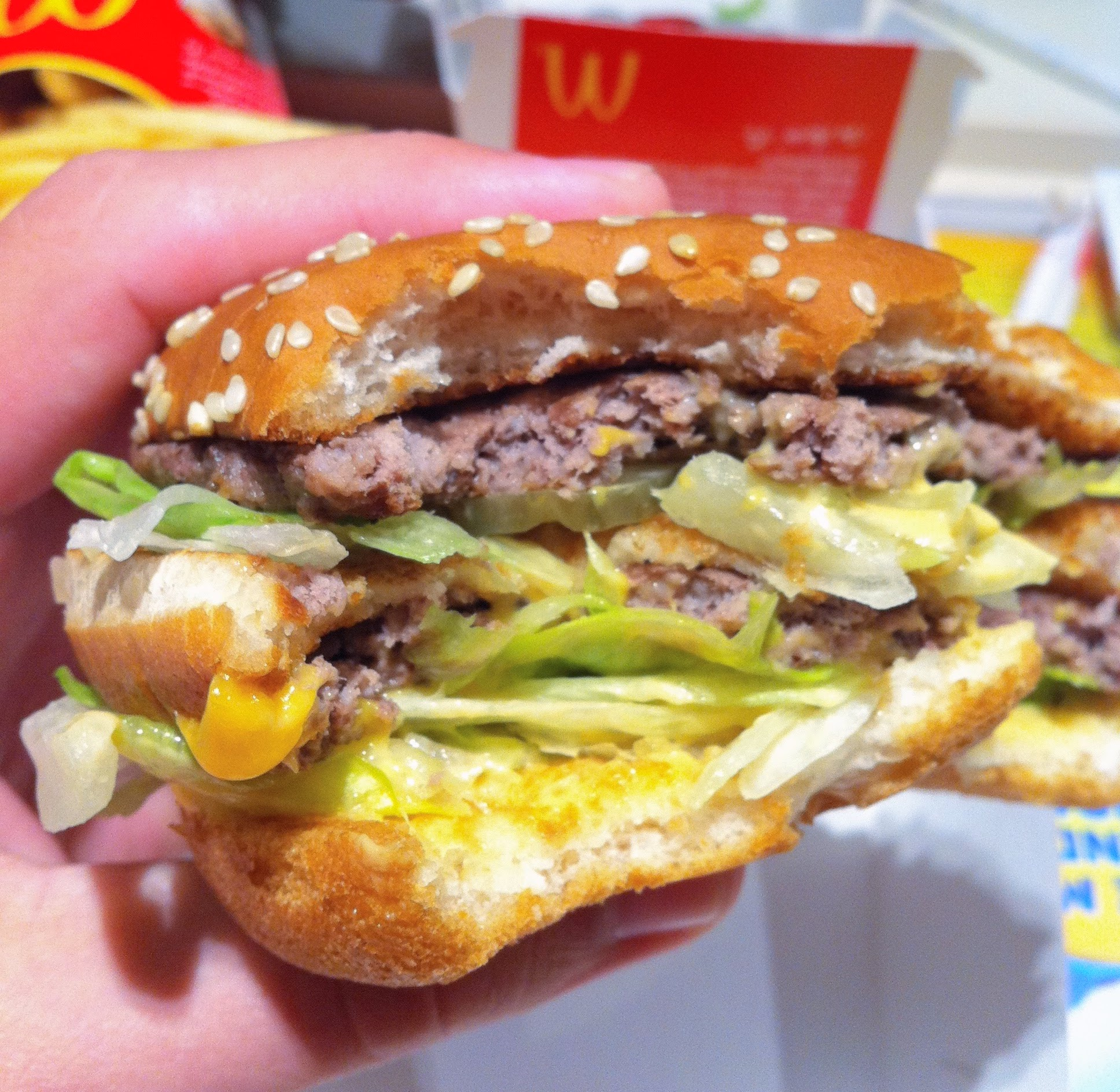
빅맥

## 참고 문헌
- Henerson, Evan (23 June 1999). “The Tale of the Cheeseburger”. 《San Gabriel Valley Tribune》. 12 April 2003에 원본 문서에서 보존된 문서. 23 December 2009에 확인함.

## 같이 보기
- 슬라이더 (음식)
- 더블치즈버거 (음식)
- 베이컨 치즈버거 (음식)